# Bionic
Bionic é o sexto álbum de estúdio da artista musical norte-americana Christina Aguilera, lançado a 4 de junho de 2010 na Alemanha, Austrália, nos Países Baixos, Espanha e em 8 de Junho de 2010 no Brasil, Estados Unidos e Argentina através da editora discográfica RCA Records. As gravações iniciaram-se em 2008 e terminou um ano depois, resultando em dezoito faixas e na colaboração de Aguilera com uma nova gama de produtores e compositores, incluindo Sia Furler, Tricky Stewart, Polow da Don e Samuel Dixon, além dos habituais profissionais que tinham trabalhado com a cantora anteriormente, como Linda Perry e John Hill. O disco inclui participações vocais das cantoras Nicki Minaj e Peaches. Musicalmente, incorpora vários e diferentes estilos musicais, incluindo pop, R&B, electropop, synthpop e techno.
Após o lançamento da sua primeira compilação de grandes êxitos Keeps Gettin' Better: A Decade of Hits em 2008, Bionic tornou-se o primeiro trabalho de originais a ser editado em quatro anos desde Back to Basics em 2006. A cantora afirmou em entrevista com o locutor Ryan Seacrest que iria incluir um novo aspeto da sua personalidade, devido ao nascimento do seu filho. A recepção por parte da crítica especializada foi mista, pois alguns analistas questionaram a nova direção musical e lírica de Christina, comparando muitas vezes ao registro e imagem de Lady Gaga, apesar de que em entrevistas a própria cantora disse que havia se inspirado em Madonna. Na sua semana de estreia nos Estados Unidos, debutou na terceira posição da tabela musical Billboard 200, compilada pela revista Billboard, com 111 mil cópias vendidas. No Reino Unido, estreou na liderança da UK Albums Chart, contudo, tornou-se na abertura com vendas mais baixas de há oito anos e na semana seguinte registrou o recorde de maior descida para um disco número um na história da tabela. Mesmo assim, foi certificado com disco de ouro pela Australian Recording Industry Association (ARIA) e pela Federação Internacional da Indústria Fonográfica (IFPI) da Áustria e Grécia. Mundialmente, o registro vendeu 1 milhão de cópias, fazendo com que a promoção do mesmo termina-se prematuramente.
O álbum gerou polêmica pelas baixas vendas e as comparações com Lady Gaga. O álbum foi considerado como um fracasso comercial na época. Porém, atualmente, as críticas sobre o álbum têm sido cada vez melhores, ele é considerado um álbum à frente do seu tempo.
O single de avanço, "Not Myself Tonight", estreou a 30 de março de 2010 através do sítio oficial na Internet da cantora. Posteriormente, foi lançada digitalmente na iTunes Store a 12 de abril de 2010 e teve uma repercussão aceitavel nas tabelas musicais, alcançando as vinte faixas mais vendidas no Canadá, Eslováquia, Japão e Países Baixos. A sua primeira atuação ao vivo decorreu durante a transmissão do programa agora extingo, The Oprah Winfrey Show, em que a artista protagonizou com um casaco preto e botas de cano alto, acompanhada por luzes de laser verdes, fumo e dançarinos. Seguiu-se "Woohoo", com a participação da rapper Nicki Minaj, enviada para as áreas radiofónicas rhythmic no dia 25 de maio, sendo disponibilizada digitalmente na Bélgica, Brasil e Portugal três dias depois. Por fim, "You Lost Me" foi o terceiro e último foco de promoção do disco, com edição a 25 de junho de 2010. A nível comercial, a obra teve um desempenho fraco e foi a primeira da carreira de Christina a não conseguir entrar na Billboard Hot 100. No entanto, conseguiu liderar na Dance/Club Play Songs, compilação divulgada pela mesma revista.

## Precedentes
Durante a temporada asiática da Back to Basics Tour, no verão de 2007, Aguilera afirmou que seu novo álbum seria "breve, doce e completamente diferente" de seu álbum anterior, Back to Basics. Após o nascimento de seu filho, Max, a cantora relatou em uma entrevista a Ryan Seacrest que seu próximo álbum teria um novo aspecto dela mesma como artista, devido à influência da maternidade.

## Produção

### Gravações
Em fevereiro de 2008, em uma entrevista à revista People, Aguilera disse que havia começado a gravar para um novo álbum, em sua casa em Beverly Hills.
Enquanto trabalhava em projetos da sua gravadora, a Year Round Records, o DJ Premier comentou sobre uma nova colaboração com Aguilera. Ele disse que "Christina está fazendo novamente um álbum totalmente pop, mas ela quer manter o som que fizemos antes. Está pronta para começar no próximo mês". Em 2 de maio de 2009, Premier confirmou que havia produzido quatro canções com Aguilera e em outubro do mesmo ano, ele afirmou que havia produzido mais nove faixas para ela, porém a cantora decidiu não usá-las, por que não se encaixavam no conceito do álbum. Linda Perry, produtora de Back to Basics também foi confirmada no projeto. Em uma entrevista à Billboard, Aguilera afirmou que o álbum seria em maior parte produzido por Perry.
A cantora e compositora australiana Sia Furler produziu e ajudou a co-escrever material para o quarto álbum de Aguilera, que disse à Billboard que era uma grande fã de Sia e afirmou que ficou chocada quando Furler disse que queria trabalhar com ela também. Ela descreveu a voz de Sia como "substancial e única. Sua voz tem um som realmente legal. Eu não sei exatamente o que faremos quando estivermos juntas no estúdio. Há provavelmente magia a ser feita". Começaram a gravar em janeiro de 2009. De acordo com o blog de Furler, elas produziram quatro canções juntas e, mais tarde, ela disse que todas estariam no material final.
A banda de electro pop britânica Goldfrapp e Santigold são esperadas para estar no álbum também. Os membros do Ladytron, Daniel Hunt e Reuben Wu, foram para Los Angeles em dezembro de 2008 para se encontrarem com Aguilera, porque tinham ouvido que eram uma das bandas favoritas da cantora. Então ela identificou quais canções deles eram suas favoritas e eles afirmaram que estavam impressionados, pois ela tinha "um grande conhecimento de nossas músicas - faixas dos álbuns, não apenas os singles!" Sobre as sessões com a cantora, eles disseram que tinham "chegado sem nenhuma expectativa, a coisa toda foi uma grande surpresa. Mas foi incrível. Ela é tão talentosa musicalmente, uma vocalista que realmente conhece sua voz. As primeiras gravações soaram maravilhosas e, enquanto gravavamos os demos, era apenas a voz dela." Eles finalizaram o trabalho com Aguilera em março de 2009 e produziram quatro ou cinco faixas.

### Composição
Christina Aguilera descreveu o álbum como uma mistura única de gêneros e estilos de música: "Eu era capaz de explorar e criar uma sexy sensação usando o eletrônico e elementos orgânicos com um assunto que vão desde o lúdico para introspectivo. Estou tão animada para o meus fãs para ouvir o novo album. É algo que eu não acho que ninguém vai esperar."Mais tarde, ela passou a dizer "Cada álbum que eu lanço é uma representação da minha experiência de vida pessoal e como elas moldaram-me.... Nos últimos quatro anos... Eu me tornei uma mãe, uma esposa, e mais recentemente uma atriz... Este álbum foi elaborado para capturar todas essas características,por isso, eu escolhi trabalhar com uma variedade de artistas e produtores em diferentes gêneros musicais. Eu era capaz de explorar e criar uma nova e sexy sensação usando o eletrônico e elementos orgânicos com assuntos que vão desde o lúdico para introspectivo. Isso me permitiu me desafiar usando minha voz de maneira que eu nunca tinha antes. "
| “ | Trabalhar nesse álbum com tantos artistas talentosos e produtores que eu admiro, foi realmente uma experiência incrível. Os artistas que eu escolhi para trabalhar, com adição de tantas camadas sonoras originais para Bionic. Minha intenção era entrar no mundo deles e eles fazerem combinações com a minha própria visão e música. Os resultados foram mágicos. | ” |

#### Colaboração com Sia Furler e Sam Dixon

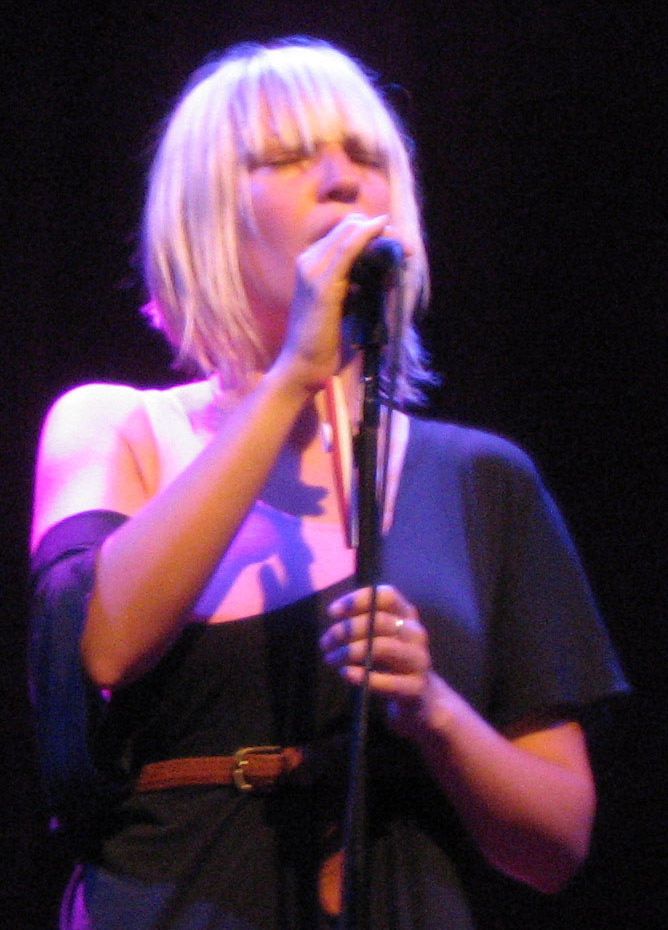
Sia Furler colaborou com a composição de várias músicas, entre elas "All I Need" e "Stronger than Ever"

A cantora australiana e compositora Sia Furler produziu e co-escreveu material para o quarto álbum de Christina. Christina Aguilera disse a Billboard que ela era uma grande fã de Sia, e ficou chocada quando soube que Sia Furler também queria trabalhar com ela. A cantora Sia descreveu como "corajosa e única. Sua voz tem um som ótimo. Eu não sei exatamente o que fazemos quando estamos juntas no estúdio. Provavelmente, nenhuma mágica pra fazer."  As duas se conheceram em janeiro de 2009. De acordo com a publicação que Sia fez em seu blogue oficial, elas gravaram quatro músicas, e em novembro do mesmo ano, ela confirmou, via Twitter, que elas seriam incluídas no disco. Além disso, na transmissão especial do canal de televisão E!, Christina Aguilera, ao lado de Sam Dixon, Sia Furler falou sobre sua experiência em trabalhar com a cantora. Entre vários casos descritos, disse que a música "You Lost Me" é a melhor que produziu desde então" Beautiful de Christina Aguilera "Uma das músicas foi incrível, e ela pegou o estilo de Christina, e terminou a música "Lullaby" que fala sobre a experiência de Christina Aguilera como mãe.

#### Colaboração com Goldfrapp e Ladytron
Em dezembro de 2009, Christina Aguilera começou a produção de seis canções, em que trabalham o grupo britânico de electroclash, Goldfrapp e Ladytron. A relação entre a cantora e os artistas foi registrado quando Aguilera disse que era fã de sua música. Em resposta, Ladytron viajou para Los Angeles para conhecê-la, declarando que "chegamos sem expectativas, foi tudo uma grande surpresa. Mas foi incrível. Aguilera é musicalmente talentosa, uma cantora que conhece sua voz.
Durante várias entrevistas para promover o lançamento do Head First, Goldfrapp falou sobre seu trabalho com Christina Aguilera. A líder do grupo, Alison, esclareceu que só trabalhou em uma questão de não saber "o que acontece". Além disso, Gregory, um membro do grupo, comentou sobre o relacionamento que teve com a cantora, "foi bom trabalhar com ela, conhecê-la ". O cantor americano Adam Lambert citou a colaboração de artistas, observando que o seu interesse em trabalhar com a banda foi afetada por colaboração que tiveram com Aguilera.

#### Colaboração com Santigold e M.I.A.
Em setembro de 2009, Christina Aguilera, através da sua estação de rádio, anunciou que trabalhou com a artista britânica M.I.A. e a produtora americana de música eletrônica Santigold. A Billboard confirmou estas colaborações, no entanto, nenhuma declaração sobre música surgiu.
Logo depois do anúncio da colaboração de M.I.A. como produtora do álbum Bionic, a MTV News UK entrevistou M.I.A. e comentou sobre a participação polêmica dela na música "Elastic Love".
| “ | Mais pessoas que eu respeito estavam envolvidas com o álbum, como Peaches, parecia um mar de mulheres se unindo para escrever esse som novo. Christina também tinha acabado de ter um bebê, como eu, e foi uma situação interessante. Na realidade, eu achei que eu iria chegar no estúdio e levar os vocais dela para o próximo nível, mas ela não queria. Ela dizia, ‘Você pode achar incrível porque não é o que você costuma fazer, mas eu já me entediei com isso’. É interessante trabalhar com pessoas que podem fazer algo com a voz que você não consegue fazer… mas, é, a primeira vez que eu ouvi a música pronta foi quando todo mundo também ouviu. | ” |

### Canções
A primeira faixa "Bionic" serve como uma introdução, onde Christina fala sobre "se deixar levar pelo som" e convida a todos para "entrar no mundo futurista dela". A canção é produzida por John Hill & Switch, tem estilo eletrônico e recebeu críticas favoráveis. A segunda faixa "Not Myself Tonight" explora um lado mais sexy, e em sua letra Christina fala sobre "se divertir e se livrar das inibições". A canção produzida por Polow Da Don, é o primeiro single do álbum, têm estilo pop urbano e recebeu críticas positivas, muito elogiando-a por ter voltado ao estilo "Dirrty". Na terceira faixa "Woohoo", Christina seduz alguém e compara a sua parte íntima a algo delicioso. A canção, produzida por Polow Da Don, tem participação da rapper Nicki Minaj, e apresenta tendências do R&B, techno e electropop, e foi bem geralmente recebida pelos críticos, que a consideraram "engraçada, provocante", além de elogiar a química entre Aguilera e Minaj". Na quarta faixa, "Elastic Love", Christina fala sobre um amor pegajoso e como ela está apaixonada. Produzida por John Hill & Switch, a canção têm estilo eletrônico e foi bem recebida pelos críticos, que a comparam ao som eletrônico de M.I.A., que co-escreveu a canção. A música foi eleita uma das melhores músicas de 2010, pelo site Amazon. Na quinta faixa, "Desnudate", Christina fala sobre fantasias sexuais e que ela realizará seja qual for. A canção produzida por Tricky Stewart, têm estilo pop latino e recebeu críticas negativas, muito dos críticos disseram que a canção é "quase erótica" e que tem "uma letra boba".
A sexta faixa, "Love and Glamour", é uma introdução a "Glam" e Christina fala em 0:11 segundos sobre moda e glamour. Na sétima faixa, "Glam", Christina fala sobre se produzir para sair à noite e também sobre moda e ter glamour. A canção produzida por Tricky Stewart, têm estilo pop/dance, encontra-se na trilha sonora internacional da novela Ti-ti-ti e recebeu críticas mixadas, alguns a acharam "uma versão fria e desinteressante de Vogue da Madonna" e outras a acharam "fashion" e que tem "letra chiclete". Na oitava faixa, "Prima Donna", Aguilera afirma ser a "rainha do pop" e diz que ninguém irá tomar seu lugar. A canção, produzida por Tricky Stewart, têm estilo pop urbano e recebeu críticas favoráveis, dando ênfase a simples e boa produção e aos vocais de Aguilera. A faixa nove, "Morning Dessert" serve como uma introdução para a canção dez, onde Christina fala em 1:33 sobre acordar de manhã com o marido e o desejar. Na faixa dez, "Sex for Breakfast", Aguilera fala sobre sexo matinal com o marido. A canção, produzida por The Real Focus..., têm estilo smooth pop e foi bem recebida pelos críticos que a consideram "sexy" e elogiaram os vocais de Aguilera. Na faixa onze, "Lift Me Up", Aguilera canta sobre superar a dor e/ou uma dificuldade com ajuda de alguém. A canção é uma balada, produzida por Linda Perry e recebeu críticas favoráveis, muitos a consederaram "linda, emocionante e indispensável".
A faixa doze "My Heart" é uma introdução para a canção "All I Need", onde o filho de Aguilera, Max com a ajuda do pai Jordan, diz a palavra "mama" e "papa" em 0:18 segundos. Na faixa treze, "All I Need", Aguilera canta sobre a maternidade e como ela ama seu filho. A canção é uma balada de piano, produzida por Sam Dixon e recebeu críticas favoráveis, muitos a consideram "bonita". Na faixa quatorze, "I Am", Christina se auto-descreve e pede para que as pessoas a aceitem como ela é. A faixa é uma balada, produzida por Sam Dixon e recebeu criticas somente positivas, muitos a consideraram "honesta, simples e bonita". Na faixa quinze, "You Lost Me", Christina fala sobre uma dolorosa separação, onde houve uma traição e ela está devastada. A canção é uma balada, produzida por Sam Dixon, é o segundo single do álbum e recebeu críticas positivas, dando ênfase aos vocais de Aguilera e a honestidade da canção. Na faixa dezesseis "I Hate Boys", Aguilera canta sobre como ela detesta e despreza os garotos. A canção produzida por Polow Da Don, têm estilo pop urbano e recebeu críticas mixadas, alguns a acharam "boba" e outros a classificaram como "um hino anti-garotos". A faixa dezassete "My Girls" é um hino feminino, onde Aguilera fala sobre a força e vitalidade das mulheres. A canção, produzida por Le Tigre, têm estilo electropop, conta com a participação de Peaches e recebeu críticas positivas, sendo a canção pop mais bem recebida do álbum. Na última faixa "Vanity", Christina fala sobre vaidade e como ela se ama. Ao final da canção, Christina pergunta "Quem têm o trono?" e seu filho Max responde "Você, mamãe!". A canção, produzida por Ester Dean, têm estilo dance pop e recebeu críticas positivas, muitos a considerando "ousada, divertida e dançante".

## Receção pela crítica
| Críticas profissionais | Críticas profissionais |
| Avaliações da crítica  | Avaliações da crítica  |
| Fonte                  | Avaliação              |
| ---------------------- | ---------------------- |
| About.com              | 3 de 5 estrelas.       |
| Allmusic               | 4 de 5 estrelas.       |
| Canal Pop              | 3 de 5 estrelas.       |
| Digital Spy            | 4 de 5 estrelas.       |
| Entertainment Weekly   | (C)                    |
| Los Angeles Times      | 3 de 4 estrelas.       |
| New Musical Express    | 5/10                   |
| Rolling Stone          | 2.5 de 5 estrelas.     |
| The Guardian           | 3 de 5 estrelas.       |
| USA Today              | 3 de 4 estrelas.       |

O álbum foi recebido com avaliações mistas ou médias pelos críticos, de acordo com o site Metacritic. O crítico Greg Kot do Chicago Tribune concedeu ao álbum somente 1 estrela de um total de 4 e explicou que "seria fascinante ver o quão longe um álbum repleto de colaborações maduras a poderiam ter levado, entretanto Aguilera divide os créditos de composição e produção em busca de mais hits, a maioria dos quais saem como artifícios fracos". Jon Pareles do The New York Times escreveu que "[Bionic] é uma guinada artística, afasta-se das canções de seus dois álbuns anteriores Stripped (2002) e Back to Basics (2006) ao visitar o reino eletrônico", entretanto, acrescentou que "ao invés de se separar da multidão pop-R&B com sua voz do blues e seus contos de trauma e redenção, a sra. Aguilera ficou no mesmo padrão". Rob Sheffield da Rolling Stone concedeu 2 estrelas e ½ de um total de 5 e explicou que o álbum "tem uma sequência de baladas sem graça" contudo, salientou que "Aguilera está muito mais divertida agora". Leah Greenblatt na sua crítica para o Entertainment Weekly descreveu que "a supremacia vocal de Aguilera sempre foi seu trunfo. Infelizmente, esse dom natural é muitas vezes negado em Bionic pela tendência [de Aguilera] por batidas eletrônicas e uma hipersexualidade agressiva e desgastante".
Em uma parte, houve críticas favoráveis, como no caso da critica do musicOMH que disse que "Aguilera tem uma voz fantástica, que, quando utilizada adequadamente, pode levar uma música que de outra forma teria sido bastante comum (Prima Donna é apenas um exemplo) e a produção na maioria das músicas é exemplar. É simplesmente lamentável que quer Aguilera ou sua gravadora não teve a coragem de fazer um disco pop muito corajoso e emocionante". A crítica da Slant Magazine também foi favorável, dizendo que "claro, a voz dela continua cheia, impetuosa e alta". Na crítica do Bill Lamb, do About.com, ele disse que "Bionic pode ser a versão mais perplexa lançada por um grande artista ainda em 2010. Infelizmente, a metade das melhores faixas só são incluídas como faixas-bônus da edição deluxe do álbum". A crítica da Billboard foi positiva, dizendo que "porque ela é ousada o suficiente, Aguilera mantém seu reinado". A critica do Allmusic elegeu o álbum com 4 estrelas (de 5), dizendo que "este triunfante autocontrole é tão natural para Christina, que é difícil não entender que ela agiu tão ousadamente em Bionic, deixando a totalidade do registo ser tão distintamente estranho como seus melhores momentos". Nick Levine do Digital Spy deu parabéns aos colaboradores e a Aguilera pelo álbum e conclui que o álbum é "aventuroso e que mesmo com 18 faixas (ou 23 na versão deluxe) o álbum dá certo e não decepciona".
No Brasil, Aaron M. do Canal Pop do site Terra, deu para o álbum 3 estrelas de 5 e disse que "Bionic passa longe de ser ruim. Acontece, porém, como foi dito, que sempre muito se espera de Christina. Assim, o álbum pode não ser o mais inspirado na carreira de Aguilera, mas ainda assim mostra porque Christina Aguilera é Christina Aguilera". Para finalizar a crítica, ele disse que "Bionic pode não ser um excelente álbum, pode não ser o melhor na discografia de Christina, mas ainda assim mostra que Aguilera é uma artista muito acima da média". Já o site Laboratório Pop, do R7, considerou o álbum "fraco" e disse que "em Bionic, ela exagera em vários aspectos, menos na qualidade. Amontoa melodias lineares e robóticas, mascaradas com arranjos frios e desinteressantes".

## Singles
Em Março de 2010, Aguilera deu uma entrevista sobre mais detalhes do álbum e revelou que "Not Myself Tonight" seria a primeira faixa de trabalho: "Estou tão ansiosa pelos meus fãs por ouvirem o novo som. É algo que penso que não estarão à espera de ouvir". A sua estreia ocorreu a 30 de março de 2010, na página oficial da artista, e posteriormente foi reproduzida pela primeira vez nas rádios norte-americanas. No dia seguinte, a faixa foi lançada digitalmente na iTunes Store, sucedendo-se o seu impacto nas áreas radiofónicas que se deu a 5 de abril. É uma canção que combina estilos electropop com R&B e dance-pop, escrita e produzida por Polow da Don, com o auxílio na composição por Ester Dean, Jason Perry e Greg Curtis. Os membros da crítica relembraram a era "Dirrty" durante a recepção positiva, em que alguns analistas descreveram como "um grande zumbido, cheio de sintetizadores estridentes a alta velocidade... o tipo de batida que esperaria ouvir nos altifalantes maciços das discotecas da Europa". O teledisco foi gravado entre 7 a 9 de abril de 2010 em Los Angeles, com a direcção de Hype Williams, e retrata um ambiente de sadomasoquismo e bondage, num tributo à cantora norte-americana Madonna com referências de "Express Yourself" (1989) e "Human Nature" (1995). A canção teve uma repercussão moderada nas tabelas musicais, alcançando as vinte faixas mais vendidas no Canadá, Eslováquia, Japão e Países Baixos, enquanto que vendeu 77 mil cópias na sua primeira semana nos Estados Unidos, tornando-se a sua terceira melhor estreia depois de "Keeps Gettin' Better" e "Ain't No Other Man".
O segundo single do disco, "Woohoo", com a participação da rapper Nicki Minaj, é uma canção de tempo moderado que incorpora elementos de estilo electro-R&B e hip-hop, com traços de dancehall e reggae, também produzida por Polow da Don. o tema foi disponibilizado a 18 de maio de 2010 nos Estados Unidos para descarga digital para servir originalmente como single promocional, mas a editora discográfica de Aguilera decidiu enviar a música para as rádios no dia 25 desse mesmo mês, sendo disponibilizada na iTunes Store dois dias depois. Na primeira semana de lançamento, "Woohoo" estreou na posição 46 da Canadian Hot 100 e 79 na Billboard Hot 100. Contudo, devido às fracas vendas comerciais da canção, falhou em permanecer uma segunda semana em ambas as tabelas musicais. Sucedeu-se "You Lost Me", editada digitalmente a 25 de junho de 2010, é uma música de tempo moderado de movimento balada pop, produzida pelo australiano Samuel Dixon. Os analistas especializados consideraram um dos destaques de Bionic, ao reconhecerem que a cantora "oferece, respectivamente, a sua alma para um amante e, depois de uma traição, recupera-a, fazendo soar como matéria-prima, como uma ferida aberta". O vídeo musical, dirigido por Anthony Mandler, que também produziu todo o conceito, estreou a 22 de julho de 2010 através do serviço VEVO. A canção falhou em obter um impacto comercial positivo a nível mundial, no entanto, nos Estados Unidos, chegou à liderança da Dance/Club Play Songs.
Por fim, "I Hate Boys", serviu como single promocional e terminou a divulgação do álbum. Obra de tempo moderado que incorpora elementos de estilo pop e synthpop, a sua produção esteve novamente a cargo de Polow da Don. A faixa conseguiu alcançar o octogésimo lugar da tabela musical da Coreia do Sul, Gaon International Chart. A RCA Records enviou a faixa para as rádios mainstream da Austrália a 28 de junho de 2010 e a 3 de setembro do mesmo ano, foi disponibilizada na iTunes Store do mesmo país somente.

### Outras canções
Mesmo sem terem recebido algum tipo de lançamento, outros registos constituintes de Bionic também receberam atenção por parte dos média, seja pela sua entrada em tabelas musicais ou através da menção por parte da própria Aguilera. A faixa-título serviu como introdução para "Not Myself Tonight" durante a cerimónia anual de 2010 dos MTV Movie Awards. Conseguiu entrar e alcançar a 66.ª posição na Hot 100 dos Estados Unidos "Glam" foi planeada inicialmente para ser o single de avanço do disco fez parte da banda sonora da telenovela brasileira Ti Ti Ti, transmitida através da Rede Globo no seu país de origem e pela SIC em Portugal. "Lift Me Up" foi cantada por Christina, em Janeiro de 2010 na maratona especial de televisão, Hope for Haiti Now: A Global Benefit for Earthquake Relief, numa versão acústica. Além destas, alguns dos trabalhos restantes que constituem o disco conseguiram igualmente entrar na tabela da Coreia do Sul, como é o caso de "Elastic Love", "Desnudate", "Prima Donna", "Sex for Breakfast", "All I Need", "I Am", "My Girls", "Vanity" e "Monday Morning".

## Promoção
Aguilera revelou o título do disco e o nome de três canções em fevereiro de 2010, na edição da revista Marie Claire. Posteriormente, seguiram-se outras entrevistas em que a artista acrescentou mais detalhes sobre o lançamento do trabalho de estúdio e sobre o seu processo de conceção, inclusive, foi capa de várias revistas, como a GQ, Out em Junho e Latina no mês seguinte. A primeira atuação ao vivo para começar a promover o lançamento do disco ocorreu durante a transmissão do programa agora extinto, The Oprah Winfrey Show, no dia 7 de maio. A artista protagonizou "Not Myself Tonight" com um casaco preto e botas de cano alto, acompanhada por luzes de laser verdes, fumo e dançarinos. Na edição de 2010 da cerimónia de entrega de prémios MTV Movie Awards, Christina apresentou-se em palco para interpretar novamente faixa, em conjunto com "Bionic" e "Woohoo". A série VH1 Storytellers e os programas The Early Show da CBS e The Today Show da NBC, em que Christina também interpretou registos anteriores como "Beautiful" e "Fighter", também presenciaram a promoção por parte da artista.
Para suporte da edição de "You Lost Me", a 26 de maio durante a final do programa American Idol em 2010, a artista apresentou-se acompanhada por um piano e instrumento de corda "sombrio", com o cabelo de Christina puxado para trás em cachos, com um penteado estilizado para a capa de Bionic, e vestida com um "conjunto preto recatado". Finalmente, no Late Show with David Letterman, Aguilera actuou com a mesma música e um visual inspirado nos anos 1950, com batom vermelho e um microfone brilhante a combinar com a indumentária.
Inicialmente, a intérprete revelou a intenção de embarcar numa digressão para promover o disco, intitulada Bionic Tour. Foram agendados vinte concertos entre os Estados Unidos e Canadá a partir de 15 de julho de 2010 e 19 de agosto na Europa, sendo que foram planeadas mais duas partes na Ásia e Austrália, contudo, as datas nunca foram reveladas. O ato de abertura pertencia à cantora britânica Leona Lewis, coincidindo com a sua visita pelo Norte da América com a sua turné The Labyrinth. No dia 24 de maio de 2010, Christina adiou o início do espetáculo para 2011 numa uma mensagem colocada na sua página oficial na Internet em conjunto com a promotora Live Nation. A promoção excessiva do álbum e a produção do filme que iria protagonizar Burlesque, foram causas que a intérprete apontou para o cancelamento, afirmando que sentiu que necessitava de mais tempo para ensaiar e criar um evento ao nível que os seus fãs esperava. Contudo, a digressão não voltou a ser remarcada e a divulgação de Bionic terminou prematuramente.

## Alinhamento de faixas
A lista de faixas foi confirmada na página oficial da cantora a 8 de Maio de 2010, e dois dias depois, também a sua constituição para a edição deluxe.
| N.º            | Título                     | Compositor(es)                                                            | Produtor(es)      | Duração |  |
| 1.             | "Bionic"                   | Christina Aguilera, John Hill, Dave Taylor, Kalenna Harper                | John Hill, Switch | 3:21    |  |
| 2.             | "Not Myself Tonight"       | Jamal Jones, Ester Dean, Jason Perry, Greg Curtis                         | Polow da Don      | 3:06    |  |
| 3.             | "Woohoo" (com Nicki Minaj) | Aguilera, Jones, Claude Kelly, Dean, Onika Maraj                          | Polow da Don      | 5:28    |  |
| 4.             | "Elastic Love"             | Aguilera, Maya Arulpragasm, Hill, Taylor                                  | Hill, Switch      | 3:33    |  |
| 5.             | "Desnudate"                | Aguilera, Christopher Stewart, Kelly                                      | Tricky Stewart    | 4:25    |  |
| 6.             | "Love & Glamour (Intro)"   | Aguilera, Stewart, Kelly                                                  | Stewart           | 0:11    |  |
| 7.             | "Glam"                     | Aguilera, Stewart, Kelly                                                  | Stewart           | 3:39    |  |
| 8.             | "Prima Donna"              | Aguilera, Stewart, Kelly                                                  | Stewart           | 3:25    |  |
| 9.             | "Morning Dessert (Intro)"  | Bernard Edwards, Jr                                                       | The Real Focus... | 1:32    |  |
| 10.            | "Sex for Breakfast"        | Aguilera, Detail, Edwards, Jr.                                            | Focus...          | 4:49    |  |
| 11.            | "Lift Me Up"               | Linda Perry                                                               | Perry             | 4:07    |  |
| 12.            | "My Heart (Intro)"         | Aguilera                                                                  |                   | 0:18    |  |
| 13.            | "All I Need"               | Aguilera, Sia Furler, Samuel Dixon                                        | Samuel Dixon      | 3:33    |  |
| 14.            | "I Am"                     | Aguilera, Furler, Dixon                                                   | Dixon             | 3:52    |  |
| 15.            | "You Lost Me"              | Aguilera, Furler, Dixon                                                   | Dixon             | 4:17    |  |
| 16.            | "I Hate Boys"              | Aguilera, Jones, Dean, William Tyler, Bill Wellings, J. J. Hunter         | Polow da Don      | 2:24    |  |
| 17.            | "My Girls" (com Peaches)   | Aguilera, Kathleen Hanna, Johanna Fateman, JD Samson, Merrill Beth Nisker | Le Tigre          | 3:07    |  |
| 18.            | "Vanity"                   | Aguilera, Dean, Kelly                                                     | Ester Dean        | 4:21    |  |
| Duração total: | Duração total:             | Duração total:                                                            | Duração total:    | 59:27   |  |

| Edição deluxe  |                      |                                                                          |                |         |  |
| N.º            | Título               | Compositor(es)                                                           | Produtor(es)   | Duração |  |
| 19.            | "Monday Morning"     | Aguilera, Sam Endicott, Hill, Taylor, Santi White                        | Hill, Switch   | 3:55    |  |
| 20.            | "Bobblehead"         | Aguilera, Hill, Taylor, White                                            | Hill, Switch   | 3:01    |  |
| 21.            | "Bird of Prey"       | Aguilera, Cathy Dennis, Helen Marnie, Daniel Hunt, Mira Aroyo, Reuben Wu | Ladytron       | 4:19    |  |
| 22.            | "Stronger Than Ever" | Aguilera, Furler, Dixon                                                  | Dixon          | 4:16    |  |
| 23.            | "I Am (Stripped)"    | Aguilera, Furler, Dixon                                                  | Samuel Dixon   | 3:54    |  |
| Duração total: | Duração total:       | Duração total:                                                           | Duração total: | 78:54   |  |

| Faixa bónus na iTunes Store |                  |                            |                |         |  |
| N.º                         | Título           | Compositor(es)             | Produtor(es)   | Duração |  |
| 24.                         | "Little Dreamer" | Aguilera, Dennis, Hunt, Wu | Ladytron       | 4:11    |  |
| Duração total:              | Duração total:   | Duração total:             | Duração total: | 82:05   |  |

## Desempenho nas tabelas musicais
| Tabela musical (2010)                           | Melhor posição |
| ----------------------------------------------- | -------------- |
| Alemanha - Media Control Charts                 | 6              |
| Austrália - ARIA Albums Chart                   | 3              |
| Áustria - Austrian Albums Chart                 | 3              |
| Bélgica - Ultratop (Flandres)                   | 4              |
| Bélgica - Ultratop (Valónia)                    | 23             |
| Canadá - Canadian Albums Chart                  | 3              |
| Coreia do Sul - Gaon International Albums Chart | 1              |
| Croácia - Croatian International Album Chart    | 17             |
| Dinamarca - Danish Albums Chart                 | 12             |
| Espanha - PROMUSICAE                            | 4              |
| Estados Unidos - Billboard 200                  | 3              |
| Europa - European Top 100 Albums                | 1              |
| Finlândia - Finnish Albums Chart                | 10             |
| França - French Albums Chart                    | 23             |
| Grécia - Greek Albums Chart                     | 1              |
| Hungria - Top 40 Album                          | 12             |
| Irlanda - IRMA                                  | 4              |
| Itália - FIMI                                   | 8              |
| Japão - Japanese Albums Chart                   | 6              |
| México - Mexican Albums Chart                   | 8              |
| Nova Zelândia - New Zealand Albums Chart        | 6              |
| Noruega - VG-lista                              | 20             |
| Países Baixos - Album Top 100                   | 6              |
| Polónia - ZPAV                                  | 7              |
| Chéquia - IFPI Česká Republika                  | 4              |
| Reino Unido - UK Albums Chart                   | 1              |
| Suécia - Albums Top 60                          | 9              |
| Suíça - Schweizer Hitparade                     | 2              |
| Taiwan - Taiwan International Albums Chart      | 1              |

| Tabela musical (2010)                           | Posição |
| ----------------------------------------------- | ------- |
| Coreia do Sul - Gaon International Albums Chart | 89      |
| Estados Unidos - Billboard 200                  | 139     |

| País           | Provedor | Certificação |
| -------------- | -------- | ------------ |
| Austrália      | ARIA     | Ouro         |
| Brasil         | PMB      | Ouro         |
| Áustria        | IFPI     | Ouro         |
| Estados Unidos | RIAA     | Ouro         |
| Grécia         | AGPP     | Ouro         |
| Reino Unido    | BPI      | Prata        |

## Histórico de lançamento
| País           | Data                 | Edição          | Editora discográfica |
| -------------- | -------------------- | --------------- | -------------------- |
| Alemanha       | 4 de junho de 2010   | Padrão e deluxe | Sony Music           |
| Austrália      | 4 de junho de 2010   | Padrão e deluxe | Sony Music           |
| Espanha        | 4 de junho de 2010   | Padrão e deluxe | Sony Music           |
| Países Baixos  | 4 de junho de 2010   | Padrão e deluxe | Sony Music           |
| França         | 7 de junho de 2010   | Padrão e deluxe | Sony Music           |
| Polónia        | 7 de junho de 2010   | Padrão e deluxe | Sony Music           |
| Portugal       | 7 de junho de 2010   | Padrão e deluxe | Sony Music           |
| Reino Unido    | 7 de junho de 2010   | Padrão          | RCA Records          |
| Reino Unido    | 7 de junho de 2010   | Deluxe          | RCA Records          |
| Reino Unido    | 7 de junho de 2010   | Fã              | RCA Records          |
| Estados Unidos | 8 de junho de 2010   | Padrão          | RCA Records          |
| Estados Unidos | 8 de junho de 2010   | Especial        | RCA Records          |
| Argentina      | 8 de junho de 2010   | Padrão          | Sony Music           |
| Brasil         | 8 de junho de 2010   | Padrão          | Sony Music           |
| Japão          | 9 de junho de 2010   | Padrão          | Sony Music Japan     |
| Chile          | 20 de agosto de 2010 | Padrão          | Sony Music           |